# Spermatogeneze

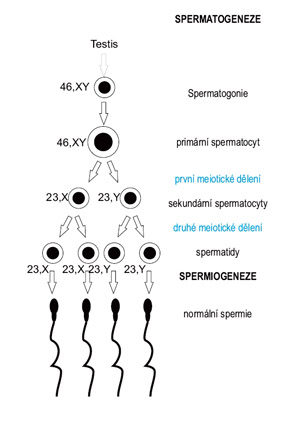
Proces spermatogeneze

Spermatogeneze je tvorba mužských pohlavních buněk (spermií). Pro správný průběh spermatogeneze je zapotřebí dostatečná stimulace pohlavními hormony (zejména testosteronem) a dále nižší teplota, jíž je docíleno umístěním varlat v šourku. Tvorba spermií má tři fáze: rozmnožovací, růstovou a zrání. Na počátku vývoje spermií jsou spermatogonie, což jsou samčí prapohlavní buňky. Mají kulovitý tvar a jsou uloženy na okrajích semenných kanálků. Spermatogonie se mitoticky dělí. Jednak aby zachovaly své početní stavy a jednak jejich dělením vznikají primární spermatocyty (spermatocyty I. řádu), které leží nad vrstvou spermatogonií. Primární spermatocyty jsou diploidní, avšak po prvním meiotickém dělení z nich vznikají haploidní sekundární spermatocyty (spermatocyty II. řádu). Ty mají stále zdvojené chromatidy, proto záhy dochází k druhému meiotickému dělení, jehož produktem jsou spermatidy. Spermatidy jsou již plně haploidní a dále se nedělí. Spermatidy poté prochází procesem spermiogeneze, při kterém dochází ke kondenzaci jádra, vytvoření bičíku a ztrátě většiny cytoplazmy a některých organel. Nezralé spermie putují přes semenotvorné kanálky do nadvarlete, kde dochází k jejich definitivnímu zrání. Celý tento proces trvá asi 72 dní (± 2 dny). Spermatogeneze probíhá od puberty do individuálně vysokého věku a odhaduje se, že muž za svůj život vyprodukuje cca 12 biliónů spermií.